# Omloop van het Waasland 1993
 De 29e editie van de Belgische wielerwedstrijd Omloop van het Waasland vond plaats op 14 maart 1993. De start en finish vonden plaats in Kemzeke. De winnaar was Menno Vink, gevolgd door Rik Coppens en Wim Omloop.

## Uitslag
| Omloop van het Waasland 1993 |             |                         |          |
| Plaats                       | Naam        | Ploeg                   | Tijd     |
| Winnaar                      | Menno Vink  | Willy Naessens          | 4u25'00" |
| 2                            | Rik Coppens | Collstrop-Assur Carpets | z.t.     |
| 3                            | Wim Omloop  | La William-Duvel        | z.t.     |

1965 · 1966 · 1967 · 1968 · 1969 · 1970 · 1971 · 1972 · 1973 · 1974 · 1975 · 1976 · 1977 · 1978 · 1979 · 1980 · 1981 · 1982 · 1983 · 1984 · 1985 · 1986 · 1987 · 1988 · 1989 · 1990 · 1991 · 1992 · 1993 · 1994 · 1995 · 1996 · 1997 · 1998 · 1999 · 2000 · 2001 · 2002 · 2003 · 2004 · 2005 · 2006 · 2007 · 2008 · 2009 · 2010 · 2011 · 2012 · 2013 · 2014 · 2015 · 2016 · 2017 · 2018 · 2019 · 2020 · 2021 · 2022 · 2023 · 2024